# Diócesis de Santa María de Los Ángeles
La diócesis de Santa María de Los Ángeles (en latín: Dioecesis Sanctae Mariae Angelorum) es una circunscripción eclesiástica de la Iglesia católica en Chile. Se trata de una diócesis latina, sufragánea de la Arquidiócesis de la Santísima Concepción. Desde 2024 su obispo es Cristián Castro Toovey.

## Historia
La diócesis de Los Ángeles fue erigida el 20 de junio de 1959 con la bula Ex quo gravissimum del papa Juan XXIII, obteniendo el territorio de la arquidiócesis de la Santísima Concepción y el departamento de Collipulli de la Diócesis de Temuco. Posteriormente, el departamento de Collipulli fue devuelto a la diócesis de Temuco.
El 29 de octubre de 1962, con la carta apostólica Ab Archangelo Dei, el papa Juan XXIII proclamó a la Santísima Virgen María de la Anunciación (Beata Maria Virgo «ab Angelo saluteta») como patrona principal de la diócesis.
El 21 de febrero de 2009 la diócesis asumió su nombre actual en virtud del decreto Multum conferre de la Congregación para los Obispos.

## Territorio y organización
La diócesis tiene 13 454 km² y extiende su jurisdicción sobre los fieles católicos de rito latino residentes en la Provincia de Biobío de la Región del Biobío, excepto las comunas de Yumbel y Cabrero. El límite norte es el río Laja, el sur el río Renaico, el poniente es el río Bíobío y el oriente es la Cordillera de los Andes.
La sede de la diócesis se encuentra en la ciudad de Los Ángeles, en donde se halla la Catedral de Santa María de los Ángeles.
En 2020 en la diócesis existían 25 parroquias agrupadas en 3 decanatos:

### Decanato Ciudad
- Parroquia San Miguel Arcángel
- Parroquia San Francisco de Asís
- Parroquia Nuestra Señora del Perpetuo Socorro
- Parroquia Nuestra Señora de Fátima
- Parroquia El Buen Pastor
- Parroquia Santa María Madre de la Iglesia
- Parroquia La Sagrada Familia
- Parroquia San Judas Tadeo
- Parroquia San Juan Bautista
- Parroquia Santiago Apóstol
- Parroquia Jesús de Nazaret

### Decanato Costa
- Parroquia Santa Gemita, Santa Fe, Los Ángeles.
- Parroquia Nacimiento del Divino Salvador, Nacimiento.
- Parroquia Cristo Rey, Laja.
- Parroquia Nuestra Señora del Carmen, Negrete.
- Parroquia San Rosendo (atendida pastoralmente por más de 35 años, territorialmente pertenece a arquidiócesis de la Santísima Concepción)

### Decanato Cordillera
- Parroquia San Diego de Alcalá, Tucapel
- Parroquia Nuestra Señora de Las Mercedes, Quilleco
- Parroquia Nuestra Señora de Lourdes, Chacayal, Los Ángeles
- Parroquia Santuario Purísima de San Carlos de Purén, Los Ángeles
- Parroquia Santa Bárbara, Santa Bárbara
- Parroquia Inmaculada Concepción, Antuco
- Parroquia San Esteban, Mulchén
- Parroquia Nuestra Señora del Rosario, Quilaco
- Parroquia Nuestra Señora de Guadalupe, Alto Bío Bío, Ralco.

#### Cementerios católicos
- Cementerio católico parroquia San Judas Tadeo, en Los Ángeles
- Cementerio católico parroquia Nuestra Señora de las Mercedes, en Quilleco
- Cementerio católico parroquia Inmaculada Concepción, en Antuco
- Cementerio católico parroquia La Purísima, en San Carlos de Purén

## Estadísticas
Según el Anuario Pontificio 2021 la diócesis tenía a fines de 2020 un total de 222 300 fieles bautizados.
| Año                                                                             | Población            | Población | Población      | Sacerdotes | Sacerdotes    | Sacerdotes    | Bautizados por sacerdote | Diáconos permanentes | Religiosos | Religiosos | Parroquias |
| Año                                                                             | Bautizados católicos | Total     | % de católicos | Total      | Clero secular | Clero regular | Bautizados por sacerdote | Diáconos permanentes | Varones    | Mujeres    | Parroquias |
| ------------------------------------------------------------------------------- | -------------------- | --------- | -------------- | ---------- | ------------- | ------------- | ------------------------ | -------------------- | ---------- | ---------- | ---------- |
| 1960                                                                            | 170 000              | 192 000   | 88.5           | 30         | 5             | 25            | 5666                     |                      | 28         | 48         | 9          |
| 1970                                                                            | 215 105              | 237 528   | 90.6           | 42         | 12            | 30            | 5121                     |                      | 34         | 53         | 11         |
| 1976                                                                            | 196 289              | 216 789   | 90.5           | 32         | 16            | 16            | 6134                     | 4                    | 18         | 56         | 15         |
| 1980                                                                            | 202 500              | 218 200   | 92.8           | 26         | 13            | 13            | 7788                     | 7                    | 16         | 69         | 17         |
| 1990                                                                            | 235 800              | 262 800   | 89.7           | 44         | 29            | 15            | 5359                     | 8                    | 19         | 67         | 25         |
| 1999                                                                            | 273 000              | 340 000   | 80.3           | 40         | 26            | 14            | 6825                     | 20                   | 15         | 80         | 23         |
| 2000                                                                            | 207 483              | 281 745   | 73.6           | 37         | 24            | 13            | 5607                     | 19                   | 16         | 82         | 23         |
| 2001                                                                            | 207 483              | 281 745   | 73.6           | 35         | 22            | 13            | 5928                     | 19                   | 16         | 82         | 23         |
| 2002                                                                            | 207 483              | 281 745   | 73.6           | 38         | 25            | 13            | 5460                     | 24                   | 15         | 66         | 24         |
| 2003                                                                            | 215 275              | 307 535   | 70.0           | 38         | 24            | 14            | 5665                     | 27                   | 15         | 66         | 24         |
| 2004                                                                            | 221 040              | 333 007   | 66.4           | 39         | 25            | 14            | 5667                     | 27                   | 15         | 59         | 24         |
| 2010                                                                            | 238 000              | 356 000   | 66.9           | 47         | 34            | 13            | 5063                     | 22                   | 15         | 71         | 24         |
| 2014                                                                            | 244 000              | 368 000   | 66.3           | 46         | 33            | 13            | 5304                     | 25                   | 13         | 52         | 24         |
| 2017                                                                            | 252 370              | 378 640   | 66.7           | 44         | 32            | 12            | 5735                     | 28                   | 13         | 54         | 25         |
| 2020                                                                            | 222 300              | 370 502   | 60.0           | 44         | 33            | 11            | 5052                     | 32                   | 15         | 48         | 25         |
| Fuente: Catholic-Hierarchy, que a su vez toma los datos del Anuario Pontificio. |                      |           |                |            |               |               |                          |                      |            |            |            |

Hay 2 capillas de adoración perpetua y alrededor de 50 capillas parroquiales.

### Vida consagrada
La diócesis de Santa María de Los Ángeles tiene 13 sacerdotes religiosos pertenecientes a la Orden de los Frailes Menores, Hijos de la Divina Providencia y Sociedad Verbo Divino.
Dentro de la diócesis residen 12 congregaciones femeninas las cuales son: Orden de las hermanas pobres de Santa Clara, Carmelitas Misioneras, Compañía Santa Teresa de Jesús, Hermanas de la Divina Misericordia de Verona, Congregación Hermanas del Niño Jesús, Compañía Hijas de la Caridad de San Vicente de Paul, Congregación Siervas de Jesús de la Caridad, Ursulinas de Jesús, Hermanas de la Preciosa Sangre, Hermanas de la Santa Cruz, Congregación del Buen Pastor y Misioneras Servidoras de la Palabra.

## Episcopologio
- Manuel Sánchez Beguiristáin † (17 de diciembre de 1959-30 de mayo de 1963 nombrado arzobispo de la Santísima Concepción)
- Luis Yáñez Ruiz Tagle † (21 de marzo de 1964-21 de noviembre de 1965 falleció)
- Alejandro Durán Moreira † (31 de marzo de 1966-2 de febrero de 1970 nombrado obispo de Rancagua)
- Orozimbo Fuenzalida y Fuenzalida † (26 de febrero de 1970-13 de julio de 1987 nombrado obispo de San Bernardo)
- Adolfo Rodríguez Vidal † (6 de julio de 1988-19 de febrero de 1994 renunció)
- Miguel Caviedes Medina (19 de febrero de 1994-7 de enero de 2006 retirado)
- Felipe Bacarreza Rodríguez, desde el 7 de enero de 2006